# Пять невест (манга)
«Пять невест» (яп. 五等分の花嫁 Гото:бун но ханаёмэ) — японская манга, созданная Нэги Харубой и публиковавшаяся с августа 2017 по февраль 2020 года. Её аниме-адаптация была создана студией Tezuka Productions и транслировалась с января по март 2019 года на TBS, над вторым сезоном аниме работала Bibury Animation Studios, его премьера прошла в январе-марте 2021 года. На 20 сентября запланировано продолжение, где молодожёны проведут медовый месяц вместе с остальными сестрами. 

## Сюжет
Накануне свадебной церемонии Футаро Уэсуги видит сон о тех временах, когда ещё учился в старшей школе, ведь именно тогда ему и посчастливилось встретить ту единственную, с которой ныне он собирается связать свою жизнь узами брака. В те времена он вёл трудную жизнь: отец борется с большими долгами, а Футаро и его младшая сестра Райха живут в бедности. Однажды в его школе появляется богатая семья Накано, и Футаро нанимают в качестве высокооплачиваемого репетитора для пятерых девушек — очаровательных идентичных сестёр.

## Персонажи
Футаро Уэсуги (яп. 上杉 風太郎 Уэсуги Футаро:) — главный герой, а также репетитор пятерых девушек. Живёт в маленькой квартире со своей бедной семьей: немного глупым и неопрятным отцом Исанари и прилежной младшей сестрой Райхой. Является очень умным человеком. 
Сэйю: Ёсицугу Мацуока
Райха Уэсуги (яп. 上杉 らいは Уэсуги Райха) — младшая сестра Футаро. Она   сильно заботится о Футаро, и наоборот.

### Сёстры Накано
Будучи физически идентичными, сёстры имеют большие голубые глаза, жемчужно-розовые волосы(в аниме-адаптации цвет волос у всех разный), симпатичное выразительное лицо и красивую фигуру. Кандзи в именах героинь содержат порядковые номера по датам их рождения от одного до пяти.
Ичика Накано (яп. 中野一花 Накано Итика) — старшая дочь. Она стремится стать киноактрисой и посвящает большую часть своего времени и ресурсов для этого.
Сэйю: Кана Ханадзава
Нино Накано (яп. 中野二乃 Накано Нино) — вторая дочь. У нее очень длинные волосы с двумя аксессуарами в стиле бабочки по бокам. Она модно одевается и умеет хорошо готовить.
Сэйю: Аяна Такэтацу
Мику Накано (яп. 中野三玖 Накано Мику) — третья дочь. Молчаливая и сдержанная.Её отличительной чертовски являются синие наушники. Она плохо готовит, из-за чего постоянно переживает. Её интересует период Сэнгоку.
Сэйю: Мику Ито
Ёцуба Накано (яп. 中野 四葉 Накано Ёцуба) — четвёртая дочь. Всегда веселая и дружелюбная, отзывчивая, и при этом хороша в спорте,но имеет больше проблем в учёбе чем остальные. Её отличительной чертой является зелёная лента в виде кроличих ушей на голове. 
Сэйю: Аянэ Сакура
Ицуки Накано (яп. 中野五月 Накано Ицуки) — младшая дочь. Всегда дружелюбная со знакомыми и одноклассниками, но присутствие Футаро, который несколько раз обидел её, немедленно делает её агрессивной. Её отличительной чертой являются заколки в виде звёздочек. Она любит кушать и прилежно, хотя и посредственно, занимается учёбой.
Сэйю: Инори Минасэ

## Медиа

### Манга
Манга «Пять невест» создана Нэги Харубой. Перед тем как она начала публиковаться в виде серии, был выпущен ваншот под тем же названием. Он был опубликован в 8 выпуске за 2017 год в журнале Weekly Shōnen Magazine издательства Kodansha 9 августа 2017 года и оценен положительно. В этом же журнале и продолжался выпуск манги. 4 декабря 2019 года Харуба объявил, что история будет завершена на 14-м томе. Выпуск был окончен 19 февраля 2020 года.
Также манга публикуется в цифровом виде на английском языке Kodansha USA под лейблом Kodansha Comics с 28 июня 2018 года, физическая версия начала печататься 1 января 2019 года. На август 2020 года все 14 томов были выпущен в цифровом виде.
На русском языке манга будет выпущена издательством «Комильфо».
26 февраля 2020 года «раскрашенная» версия манги начала публиковаться на онлайн-платформе MagaPoke (Magazine Pocket) издательства Kodansha.

### Рекламные ролики
В октябре 2017 года была выпущена телевизионная реклама для манги, где Аянэ Сакура озвучила всех пятерых девушек.

### Аниме
Адаптация была анонсирована в объединённом 36-м и 37-м выпусках журнала Weekly Shōnen 8 августа 2018 года. Режиссёром назначили Сатоси Кувабару, а сценарий написал Кэйитиро Оти, за производство взялась анимационная студия Tezuka Productions. Музыкальное сопровождение написали Нацуми Табути, Хана Накамура и Мики Сакураи. Трансляция сериала прошла с января по март 2019 года на каналах TBS, Sun TV и BS-TBS.
Второй сезон был анонсирован в ходе специального эвента 5 мая 2019 года. Режиссёром этой части стал Каори вместо Сатоси Кувабары, тогда как сценаристом остался Кэйитиро Оти. студия Bibury Animation Studios работала над производством вместо Tezuka Productions. Изначально премьера была запланирована на октябрь 2020 года, но она была перенесена на 7 января 2021 года из-за проблем, возникших в связи с пандемией COVID-19.

## Критика
На январь 2019 года общий тираж манги составил 2 миллиона экземпляров. На февраль 2019 их уже было более 3 млн. В Японии по результатам продаж за 2019 год манга заняла 5-е место и 3-е место в первой половине 2020 года, уступив лишь Demon Slayer: Kimetsu no Yaiba и One Piece.
Манга была номинирована на Next Manga Award 2018 (яп. 次にくるマンガ大賞 2018 Tsugi ni Kuru Manga Taishou), организованную Niconico. Она заняла 8-е место, получив 16 106 голосов. В мае 2019 года она выиграла награду как «Лучшая сёнэн-манга» на 43-м ежегодном Kodansha Manga Awards вместе с To Your Eternity. На церемонии вручения награды в качестве одного из членов жюри Кэн Акамацу похвалил The Quintessential Quintuplets как «совершенно полную версию гаремной бисёдзё романтической комедии» с «высококачественными иллюстрациями».
Аниме «Пять невест» было в целом оценено положительно критиками, отмечавшими его за элементы романтической комедии и гарема. Пол Дженсен, автор Anime News Network, нашёл премьеру сериала приятной и оценил её в 4 из 5 баллов, отметив, что «Шутки смешные, персонажи варьируются от терпимых до нравящихся, с фансервисом не перебарщивают, и никаких жутких или неприятных сюжетных поворотов, чтобы всё испортить. В нём нет ничего революционного, но оно хорошо работает с базовыми моментами без существенных недостатков, и этого достаточно, чтобы эта премьера была хорошим чистым удовольствием.» Патрик Фрай, автор Monsters And Critics, заметил, что в аниме мало этти или унижающего фансервиса, а героини из своих стереотипов вырастают до полноценных персонажей, создающих отличную динамику в отношениях с главным героем Футаро Уэсуги. Зрителям уже надоели истории про удачливых обывателей, оказывающихся в невероятных обстоятельствах. Подход Футаро гораздо более привлекателен. Кайл Рогасион, Goomba Stomp, похвалил сюжет аниме, но критически отнесся к рисунку и фансервису.